# Геккен
БК «Ге́ккен» (швед. BK Häcken) — шведський футбольний клуб із Гетеборга.

## Історія
Заснований 1940 року. Виступає у найвищому дивізіоні Швеції. Клуб було створено підлітками 14 - 15 років, які хотіли не просто грати у футбол, а грати на найвищому рівні.

### Перші роки
Тривалий час «Геккен» грав на юнацькому та молодіжному рівнях. Але згодом клуб приєднався до участі у турнірах дорослих команд. І довго команда не могла піднятися з найнижчих дивізіонів.
60-ті роки знаменувалися в історії клуба відкриттям нового стадіону, відомого як «Геккенсборг». У 1978 році створюється жіноча команда «Геккена». А у 1982 році «Геккен» вперше піднімається до Аллсвенскан.

### Нове тисячоліття
У ХХІ столітті «Геккен» ще раз повернувся до Супереттан. Вже в 2007 році команда дебютує на євроарені, пройшовши два етапи Ліги Європи. У 2012 році «Геккен» фінішує другим у чемпіонаті Швеції, поступившись лише двома балами чемпіону «Ельфсборгу». Ще двічі команда тріуфувала у розіграші кубка Швеції.

## Принципові суперники
Важливі і принципові матчі «Геккен» проводить з іншими командами з міста Гетеборг — ІФК «Гетеборг», ГАІС та «Ергрюте».

## Досягнення
Аллсвенскан:
- Чемпіон (1): 2022
- Срібний призер (1): 2012

Кубок Швеції
- Переможець (4): 2016, 2019, 2023, 2025
- Фіналіст (2): 1989-90, 2021

Рейтинг Fair Play УЄФА
- Переможець (1): 2011

## Сезони в чемпіонаті Швеції
| Сезон | Рівень | Ліга        | Підгрупа | Місце | Примітки                                |
| ----- | ------ | ----------- | -------- | ----- | --------------------------------------- |
| 1992  | 2      | Дивізіон 1  |          | 4     | Кваліфікація на підвищення - Підвищився |
| 1993  | 1      | Аллсвенскан |          | 6     |                                         |
| 1994  | 1      | Аллсвенскан |          | 14    | Вибув                                   |
| 1995  | 2      | Дивізіон 1  | Південь  | 7     |                                         |
| 1996  | 2      | Дивізіон 1  | Південь  | 4     |                                         |
| 1997  | 2      | Дивізіон 1  | Південь  | 2     | Плей-оф на підвищення - Підвищився      |
| 1998  | 1      | Аллсвенскан |          | 13    | Вибув                                   |
| 1999  | 2      | Дивізіон 1  | Південь  | 1     | Підвищився                              |
| 2000  | 1      | Аллсвенскан |          | 12    | Плей-оф на вибування                    |
| 2001  | 1      | Аллсвенскан |          | 13    | Вибув                                   |
| 2002  | 2      | Супереттан  |          | 4     |                                         |
| 2003  | 2      | Супереттан  |          | 3     | Плей-оф на підвищення                   |
| 2004  | 2      | Супереттан  |          | 1     | Підвищився                              |
| 2005  | 1      | Аллсвенскан |          | 8     |                                         |
| 2006  | 1      | Аллсвенскан |          | 12    | Плей-оф на вибування - Вибув            |
| 2007  | 2      | Супереттан  |          | 4     |                                         |
| 2008  | 2      | Супереттан  |          | 2     | Підвищився                              |
| 2009  | 1      | Аллсвенскан |          | 5     |                                         |
| 2010  | 1      | Аллсвенскан |          | 8     |                                         |
| 2011  | 1      | Аллсвенскан |          | 6     |                                         |
| 2012  | 1      | Аллсвенскан |          | 2     |                                         |
| 2013  | 1      | Аллсвенскан |          | 10    |                                         |
| 2014  | 1      | Аллсвенскан |          | 5     |                                         |
| 2015  | 1      | Аллсвенскан |          | 7     |                                         |
| 2016  | 1      | Аллсвенскан |          | 10    |                                         |
| 2017  | 1      | Аллсвенскан |          | 4     |                                         |
| 2018  | 1      | Аллсвенскан |          | 5     |                                         |
| 2019  | 1      | Аллсвенскан |          | 6     |                                         |
| 2020  | 1      | Аллсвенскан |          | 3     |                                         |
| 2021  | 1      | Аллсвенскан |          | 12    |                                         |
| 2022  | 1      | Аллсвенскан |          | 1     | Чемпіон                                 |
| 2023  | 1      | Аллсвенскан |          | 3     |                                         |
| 2024  | 1      | Аллсвенскан |          | 8     |                                         |

## Виступи в єврокубках

### Ліга чемпіонів УЄФА
| Сезон     | Раунд |                   | Клуб                         | Рахунок           |
| --------- | ----- | ----------------- | ---------------------------- | ----------------- |
| 2023—2024 | 1Q    | Уельс             | «Нью-Сейнтс» (Ллансантфрайд) | 3-1, 2-0          |
| 2023—2024 | 2Q    | Фарерські острови | КІ Клаксвік                  | 0-0, 3-3 (п. 3-4) |

4 матчі, 2 перемоги, 2 нічиї, 0 поразки, різниця м'ячів 8-4.

### Кубок УЄФА
| Сезон     | Раунд |           | Клуб                    | Рахунок  |
| --------- | ----- | --------- | ----------------------- | -------- |
| 2007–2008 | 1Q    | Ісландія  | КР Рейк'явік            | 1-1, 1-0 |
| 2007–2008 | 2Q    | Шотландія | «Данфермлін Атлетік» ФК | 1-1, 1-0 |
| 2007–2008 | 1R    | Росія     | «Спартак» (Москва)      | 0-5, 1-3 |

6 матчів, 2 перемоги, 2 нічиї, 2 поразки, різниця м'ячів 5-10.

### Ліга Європи УЄФА
| Сезон     | Раунд |             | Клуб                      | Рахунок          |
| --------- | ----- | ----------- | ------------------------- | ---------------- |
| 2011–2012 | 1Q    | Люксембург  | УН «Кер'єнґ 97» (Башараж) | 1-1, 5-1         |
| 2011–2012 | 2Q    | Фінляндія   | «Хонка» (Еспоо)           | 1-0, 2-0         |
| 2011–2012 | 3Q    | Португалія  | «Насіунал» (Фуншал)       | 0-3, 2-1         |
| 2013–2014 | 2Q    | Чехія       | «Спарта» (Прага)          | 2-2, 1-0         |
| 2013–2014 | 3Q    | Швейцарія   | ФК Тун                    | 1-2, 0-1         |
| 2016–2017 | 2Q    | Ірландія    | «Корк Сіті» (Корк)        | 1-1, 0-1         |
| 2018–2019 | 1Q    | Латвія      | ФК Лієпая                 | 3-0, 1-2         |
| 2018–2019 | 2Q    | Німеччина   | РБ Лейпциг                | 0-4, 1-1         |
| 2019–2020 | 2Q    | Нідерланди  | АЗ Алкмаар                | 0-0, 0-3         |
| 2023–2024 | 3Q    | Литва       | «Жальгіріс» (Вільнюс)     | 3-1, 5-0         |
| 2023–2024 | PO    | Шотландія   | Абердін ФК                | 2-2, 3-1         |
| 2023–2024 | Gr    | Німеччина   | «Баєр 04» (Леверкузен)    | 0-4, 0-2         |
| 2023–2024 | Gr    | Норвегія    | Молде ФК                  | 1-5, 1-3         |
| 2023–2024 | Gr    | Азербайджан | «Карабах» (Агдам)         | 0-1, 1-2         |
| 2025–2026 | 1Q    | Словаччина  | «Спартак» (Трнава)        | 1-0, 2-2         |
| 2025–2026 | 2Q    | Бельгія     | «Андерлехт» (Брюссель)    | 0-1, 2-1 (п.4-2) |
| 2025–2026 | 3Q    | Норвегія    | «Бранн» (Берген)          | 0-2, 1-0         |

34 матчі, 12 перемог, 7 нічиїх, 15 поразок, різниця м'ячів 43-50.

### Ліга конференцій УЄФА
| Сезон     | Раунд |            | Клуб            | Рахунок  |
| --------- | ----- | ---------- | --------------- | -------- |
| 2021—2022 | 2Q    | Шотландія  | Абердін ФК      | 1-5, 2-0 |
| 2024—2025 | 2Q    | Люксембург | Ф91 Дюделанж    | 6-2, 6-1 |
| 2024—2025 | 3Q    | Естонія    | Пайде ЛМ        | 6-1, 1-1 |
| 2024—2025 | PO    | Німеччина  | ФК Гайденгайм   | 1-2, 2-3 |
| 2025—2026 | PO    | Румунія    | ЧФР Клуж-Напока | -, -     |

8 матчів, 4 перемоги, 1 нічия, 3 поразки, різниця м'ячів 25-15.
- 1Q, 2Q, 3Q — кваліфікаційні раунди.
- PO — плей-офф.
- 1R — перший раунд.
- Gr — груповий раунд.

Разом:
52 матчі, 20 перемог, 12 нічиїх, 20 поразок, різниця м'ячів 81-79.

## Відомі гравці
- Даніель Ларссон
- Матіас Ранегі
- Тедді Лучич
- Кім Чельстрем
- Тобіас Гисен